# Lotta libera ai Giochi della XX Olimpiade - Pesi mosca
La competizione della categoria pesi mosca (fino a 52 kg) di lotta libera dei Giochi della XX Olimpiade si è svolta dal 27 al 31 agosto 1972 al Wrestling-Judo Hall di Monaco di Baviera.

## Formato
Ad ogni incontro venivano assegnate le seguenti penalità:
| In caso di vittoria | In caso di vittoria     | In caso di pareggio | In caso di pareggio | In caso di sconfitta | In caso di sconfitta              |
| ------------------- | ----------------------- | ------------------- | ------------------- | -------------------- | --------------------------------- |
| 0                   | Per schienata, ritiro   | 2                   |                     | 3                    | Ai punti                          |
| 0,5                 | Per superiorità tecnica | 2,5                 | con passività       | 3,5                  | Per superiorità tecnica           |
| 1                   | Ai punti                | -                   | -                   | 4                    | Per schienata, ritiro, squalifica |

Con sei penalità o più il lottatore veniva eliminato. Quando rimanevano solo due o tre lottatori, si disputava un turno finale per determinare l'ordine delle medaglie.

## Risultati
| Legenda                                  | Legenda |
| ---------------------------------------- | ------- |
| Lottatore con 6 penalità o più Eliminato |         |

### 1º Turno
Si è disputato il 27 agosto
| Vincitore           | Pen. | Risultato   | Sconfitto         | Pen. |
| ------------------- | ---- | ----------- | ----------------- | ---- |
| Vincenzo Grassi     | 2    | = Parità =  | Bayu Baev         | 2    |
| Dorjzovdyn Ganbat   | 0,5  | Superiorità | Miguel Alonso     | 3,5  |
| Arsen Alachverdiev  | 1    | Ai Punti    | Mohammad Arref    | 3    |
| Kiyomi Kato         | 0    | Schienata   | Mohammad Ghorbani | 4    |
| Andrzej Kudelski    | 0    | Schienata   | Wanelge Castillo  | 4    |
| Gordon Bertie       | 0    | Schienata   | Javier León       | 4    |
| Kim Yeong-Jun       | 0    | Schienata   | James E. Carr     | 4    |
| Sudesh Kumar        | 1    | Ai Punti    | Ali Rıza Alan     | 3    |
| Henrik Gál          | 0    | Schienata   | Willi Bock        | 4    |
| Florentino Martínez | 1    | Ai Punti    | Mario Sabatini    | 3    |
| Petre Ciarnău       | 1    | Ai Punti    | Kim Gwong-Hyong   | 3    |
| John Kinsella       | 0,5  | Superiorità | Pedro Piñeda      | 3,5  |

### 2º Turno
Si è disputato il 28 agosto
| Vincitore          | Pen. | Risultato   | Sconfitto           | Pen. |
| ------------------ | ---- | ----------- | ------------------- | ---- |
| Bayu Baev          | 2    | Passività   | Dorjzovdyn Ganbat   | 4,5  |
| Vincenzo Grassi    | 3    | Ai Punti    | Miguel Alonso       | 6,5  |
| Kiyomi Kato        | 0    | Schienata   | Mohammad Arref      | 7    |
| Arsen Alachverdiev | 1,5  | Superiorità | Wanelge Castillo    | 7,5  |
| Gordon Bertie      | 1    | Ai Punti    | Andrzej Kudelski    | 3    |
| James E. Carr      | 4    | Schienata   | Javier León         | 8    |
| Sudesh Kumar       | 1    | Schienata   | Kim Yeong-Jun       | 4    |
| Ali Rıza Alan      | 3    | Schienata   | Willi Bock          | 8    |
| Henrik Gál         | 0    | Schienata   | Mario Sabatini      | 7    |
| Kim Gwong-Hyong    | 3    | Schienata   | Florentino Martínez | 5    |
| Petre Ciarnău      | 1    | Schienata   | Pedro Piñeda        | 7,5  |
| John Kinsella      | 0,5  | Esentato    |                     |      |
| Mohammad Ghorbani  |      | Ritirato    |                     |      |

### 3º Turno
Si è disputato il 29 agosto
| Vincitore          | Pen. | Risultato | Sconfitto           | Pen. |
| ------------------ | ---- | --------- | ------------------- | ---- |
| Vincenzo Grassi    | 4    | Ai Punti  | John Kinsella       | 3,5  |
| Arsen Alachverdiev | 2,5  | Ai Punti  | Dorjzovdyn Ganbat   | 7,5  |
| Kiyomi Kato        | 0    | Schienata | Andrzej Kudelski    | 7    |
| Gordon Bertie      | 1    | Schienata | James E. Carr       | 8    |
| Ali Rıza Alan      | 4    | Ai Punti  | Kim Yeong-Jun       | 7    |
| Sudesh Kumar       | 1    | Schienata | Florentino Martínez | 9    |
| Kim Gwong-Hyong    | 4    | Ai Punti  | Henrik Gál          | 3    |
| Petre Ciarnău      | 1    | Esentato  |                     |      |
| Bayu Baev          |      | Ritirato  |                     |      |

### 4º Turno
Si è disputato il 30 agosto
| Vincitore          | Pen. | Risultato   | Sconfitto       | Pen. |
| ------------------ | ---- | ----------- | --------------- | ---- |
| Petre Ciarnău      | 1,5  | Superiorità | John Kinsella   | 7    |
| Arsen Alachverdiev | 2,5  | Schienata   | Vincenzo Grassi | 8    |
| Kiyomi Kato        | 0,5  | Superiorità | Gordon Bertie   | 4,5  |
| Sudesh Kumar       | 1    | Schienata   | Henrik Gál      | 7    |
| Kim Gwong-Hyong    | 4,5  | Superiorità | Ali Rıza Alan   | 7,5  |

### 5º Turno
Si è disputato il 30 agosto
| Vincitore          | Pen. | Risultato  | Sconfitto     | Pen. |
| ------------------ | ---- | ---------- | ------------- | ---- |
| Arsen Alachverdiev | 4,5  | = Parità = | Petre Ciarnău | 3,5  |
| Kiyomi Kato        | 1,5  | Ai Punti   | Sudesh Kumar  | 4    |
| Kim Gwong-Hyong    | 4,5  | Ai Punti   | Gordon Bertie | 7,5  |

### 6º Turno
Si è disputato il 31 agosto
| Vincitore          | Pen. | Risultato | Sconfitto     | Pen. |
| ------------------ | ---- | --------- | ------------- | ---- |
| Kiyomi Kato        | 1,5  | Schienata | Petre Ciarnău | 7,5  |
| Arsen Alachverdiev | 5,5  | Ai Punti  | Sudesh Kumar  | 7    |
| Kim Gwong-Hyong    | 4,5  | Esentato  |               |      |

### Turno finale
Si è disputato il 31 agosto
| Vincitore          | Pen. | Risultato  | Sconfitto          | Pen. |
| ------------------ | ---- | ---------- | ------------------ | ---- |
| Arsen Alachverdiev | 2    | = Parità = | Kim Gwong-Hyong    | 2    |
| Kiyomi Kato        | 1    | Ai Punti   | Kim Gwong-Hyong    | 5    |
| Kiyomi Kato        | 2    | Ai Punti   | Arsen Alachverdiev | 5    |

## Classifica finale
| Pos.    | Atleta              | Nazione          |
| ------- | ------------------- | ---------------- |
| Oro     | Kiyomi Kato         | Giappone         |
| Argento | Arsen Alachverdiev  | Unione Sovietica |
| Bronzo  | Kim Gwong-Hyong     | Corea del Nord   |
| 4       | Sudesh Kumar        | India            |
| 5       | Petre Ciarnău       | Romania          |
| 6       | Gordon Bertie       | Canada           |
| 7       | John Kinsella       | Australia        |
| 7       | Henrik Gál          | Ungheria         |
| 9       | Ali Rıza Alan       | Turchia          |
| 10      | Vincenzo Grassi     | Italia           |
| 11      | Kim Yeong-Jun       | Corea del Sud    |
| 11      | Andrzej Kudelski    | Polonia          |
| 13      | Dorjzovdyn Ganbat   | Mongolia         |
| 14      | James E. Carr       | Stati Uniti      |
| 15      | Florentino Martínez | Messico          |
| 16      | Bayu Baev           | Bulgaria         |
| 17      | Miguel Alonso       | Cuba             |
| 18      | Mohammad Arref      | Afghanistan      |
| 18      | Mario Sabatini      | Germania Ovest   |
| 20      | Pedro Piñeda        | Guatemala        |
| 20      | Wanelge Castillo    | Panama           |
| 22      | Willi Bock          | Germania Est     |
| 22      | Javier León         | Perù             |
| 24      | Mohammad Ghorbani   | Iran             |